# (364) Isara
(364) Isara es un asteroide perteneciente al cinturón de asteroides descubierto el 19 de marzo de 1893 por Auguste Honoré Charlois desde el observatorio de Niza, Francia.
Está nombrado por el Isère, río de Francia afluente del Ródano.

## Características orbitales
Isara forma parte de la familia asteroidal de Flora.